# Yale Summers
Yale Summers (ur. 26 lipca 1933 w Nowym Jorku, zm. 6 marca 2012 w Beverly Hills) – amerykański aktor telewizyjny i filmowy, który zasłynął jako Jack Dane w serialu CBS Daktari (1966-68).

## Życiorys

### Wczesne lata
Był jedynym dzieckiem Josepha i Edlie Neuvohner. Po ukończeniu Cornell University na wydziale biznesu, służył w United States Army, gdzie osiągnął rangę porucznika.

### Kariera
Wszedł do przemysłu rozrywkowego w epizodycznej roli gracza w biograficznym dramacie kryminalnym Mad Dog Coll (1961) z udziałem Jerry’ego Orbacha, Vincenta Gardenii i Telly Savalasa. Po licznych gościnnych telewizyjnych epizodach, m.in. w serialach Cheyenne czy Nietykalni, zagrał doktora Boba Ayres w operze mydlanej ABC Szpital miejski (General Hospital, 1964-65). W telefilmie CBS Powrót kapitana Nemo (The Return of Captain Nemo, 1978) u boku José Ferrera, Burgessa Mereditha, Mela Ferrera i Horsta Buchholza. Pod koniec lat 70. pełnił funkcję w obsłudze Screen Actors Guild.

### Życie prywatne
Zmarł 6 marca 2012 w Beverly Hills w wieku 78. lat z powodu powikłań związanych z przewlekłą obturacyjną chorobą płuc. Pozostawił żonę, Suzie Summers, dwoje dzieci i dwoje wnucząt.

## Wybrana filmografia
- 1962: The Dick Powell Show jako Jeff
- 1962: Cheyenne jako porucznik Jackson
- 1963: Nietykalni (The Untouchables) jako student
- 1963: Channing jako przewodniczący bractwa
- 1964: Karen jako Hoot Dubbins
- 1964-65: Szpital miejski (General Hospital) jako dr Bob Ayres
- 1965: Moi trzej synowie (My Three Sons) jako Phil
- 1966-68: Daktari jako Jack Dane
- 1970: Moi trzej synowie (My Three Sons) jako Phil Rankin
- 1971: McMillan i jego żona (McMillan & Wife) jako George Fairborn
- 1972: Arnie jako Dougie Pritchett
- 1972: Moi trzej synowie (My Three Sons) jako Bill Miller
- 1978: Fantastyczna wyspa (Fantasy Island) jako Philip
- 1979: Quincy M.E. jako Coroner
- 1979: 240-Robert jako Pan Kline